# 塞夫蒂港 (佛罗里达州)
塞夫蒂港（英語：Safety Harbor）是美国佛罗里达州皮尼拉斯縣下属的一座城市。建立于1917年。面积约为13平方公里（约合5平方英里）。根据2010年美国人口普查，该市有人口16,884人。论人口在本州排行第117。